# L'ascesa
L'ascesa (in russo Восхождение?, Voschoždenie) è un film del 1977 diretto da Larisa Šepit'ko.
Il film è stato l'ultimo girato dalla regista sovietica prima della sua morte in un incidente d'auto nel 1979 e venne premiato nel 1977 con l'Orso d'oro al Festival internazionale del cinema di Berlino.
L'ascesa è stato girato nel gennaio 1974 nei pressi di Murom (Russia) in un ambiente innevato come richiesto dal romanzo da cui è tratta la storia, Gli ultimi tre giorni (Sotnikov) di Vasil Bykaŭ.

## Trama
Durante la Grande guerra patriottica (ovvero la seconda guerra mondiale così come conosciuta in Russia), due partigiani sovietici, Sotnikov e Rybak si muovono a piedi verso un villaggio in Bielorussia alla ricerca di cibo. Dopo aver preso un animale dalla fattoria del capo-villaggio collaborazionista, i due stanno tornando verso la loro unità quando vengono avvistati da una pattuglia tedesca. Dopo un lungo scontro a fuoco fra la neve in cui un soldato tedesco rimane ucciso, i due partigiani riescono a fuggire ma Sotnikov rimane ferito ad una gamba. Rybak si decide a trascinarlo verso il riparo più vicino, la casa di Demčicha e dei suoi tre figli piccoli. I tedeschi, tuttavia, trovano la casa di Demčicha e catturano la donna e due partigiani.
I due uomini e Demčicha, disperata per essere costretta ad abbandonare i suoi figli, vengono trasferiti nel quartier generale dei tedeschi. Sotnikov viene interrogato da Portnov, un collaborazionista del luogo che prima della guerra era direttore di una Casa della cultura e maestro di un coro di bambini, per poi ora essere il comandante della sezione locale della Polizia ausiliaria bielorussa alleata dei tedeschi. Quando si rifiuta di rispondere alle domande di Portnov in merito all'unità partigiana a cui appartengono, Sotnikov viene brutalmente torturato ma resiste e non rivela alcuna informazione. Rybak, invece, parla ma rivela soltanto alcune informazioni in modo da poter convincere la polizia a non ucciderlo. Durante la notte i due vengono rinchiusi in una cella insieme a Demčicha, al capo-villaggio (accusato ora di aiutare i partigiani) e alla giovane figlia di un calzolaio ebreo, Basja Meyer.
La mattina seguente i prigionieri vengono tutti condotti fuori dalla cella per essere impiccati. Rybak convince Portnov e i tedeschi a farlo entrare nei ranghi della polizia collaborazionista, mentre tutti gli altri vengono giustiziati.
Una volta tornato al villaggio con i suoi nuovi compagni, Rybak viene offeso dagli abitanti, e decide di impiccarsi con la sua cintura in un capanno. La cintura è legata male e deve effettuare un secondo tentativo ma fallisce anche questo. Un poliziotto comincia a chiamarlo e Rybak apre la porta del capanno sentendosi dire che il loro comandante lo cerca, lasciandolo da solo nel cortile.
Rybak comincia a piangere e a ridere allo stesso tempo.